# San Sebastiano (Pecino da Nova)
San Sebastiano è un dipinto a fresco realizzato da Pietro o Pecino da Nova attivo nella bergamasca e conosciuto anche come il Maestro del Mocchirolo, grazie agli affreschi eseguiti nell'oratorio di Mocchirolo e probabilmente realizzati negli anni sessanta del XIV secolo.

## Storia
L'affresco è proveniente dalla chiesa di Santa Marta di Bergamo, del monastero domenicano femminile di clausura che fu soppresso nel 1798 durante l'occupazione napoleonica, locali che variano di destinazione d'uso, tra il militare e il commerciale e diventati poi la sede della Banca Popolare di Bergamo. Molti affreschi della chiesa furono strappati e conservati nella Sala delle Capriate del palazzo della Ragione, altri furono raccolti in collezioni private. San Sebastiano divenne di proprietà della Banca Popolare di Bergamo.
La tavola faceva parte di più lavori a carattere devozionale che erano presenti sulla parete della chiesa. Gli affreschi furono rimossi con la tecnica dello strappo nel 1915 dal restauratore Mauro Pelliccioli con l'assistenza di Luigi Angelini che ne aveva fatto una mappatura precisa, che permette la ricostruzione di parti dell'antico edificio prima che venisse demolito nel 1922.
Questi lavori di Pietro o Pecino da Nova erano stati però poco studiati malgrado gli inviti dell'Angelini, e furono ripresi solo nel 1992 con il libro I pittori bergamaschi Le Origini da Mikol Bosckovits che collegò il ciclo di affreschi provenienti dall'oratorio di Mocchirolo, poi alla pinacoteca di Brera, con quelli presenti nella basilica di Santa Maria Maggiore collocata nella parte alta della città di Bergamo, dove risulta lavorasse con due collaboratori di cui non è dato conoscere il nome nel periodo dal 1375 al 1380. I dipinti della chiesa mariana sono però posti sotto altri dipinti più tardi e il coro ligneo e non permettono uno studio approfondito dell'artista, san Sebastiano pare essere una delle migliori fonti di studio del pittore.

## Descrizione
La tavola raffigura san Sebastiano nella classica iconografia. In piedi e legato a una colonna, trafitto da molte frecce che colpendolo gli procurano ferite sanguinanti. L'artista ha dipinto l'affresco minuziosamente, ben visibili sono le corde che lo tengono legato alla colonna e il laccetto che chiude il perizoma. Il santo martire ci viene presentato come uomo robusto, dove ben visibili sono i muscoli e i nervi, la cui forza fisica si riflette sulla sua forza spirituale, il martirio come scelta personale. Il corpo muscoloso è coperto solo da un piccolo perizoma accuratamente legato. e i molteplici dardi hanno cocca particolarmente curata nel dipinto quasi a diventarne protagonista. Il volto ha l'espressione profonda dell'uomo che ben conosce la sua sorte, e che è consapevole che quel suplizio non sarà la causa della sua morte, come narra la leggenda del suo martirio. 
Il dipinto non conserva la cornice in cui era posto, ma ha molte affinità con Santa Marta e un devoto conservato presso la Banca Popolare di Bergamo ed eseguito contemporaneamente. Il dipinto è molto più ammalorato ma secondo gli studi del Bosckovits sicuramente riconducibile a Pecino da Nova, a conferma la mappatura dell'Angelini che li segnava vicini dentro l'antica chiesa.